# Ion Lăpușneanu
Ion Lǎpușneanu, né le 8 décembre 1908 en Autriche-Hongrie et décédé le 25 février 1994 en Roumanie, fut un ancien joueur et entraîneur de football roumain.

## Biographie
Ion le gardien de but est formé dans le club roumain du Banatul Timișoara, équipe où il commence également à jouer chez les seniors, avant de signer pour CF Sportul Studențesc Bucarest en 1930 et où il reste deux années. Il part ensuite pour le Venus Bucarest, puis au Rapid Bucarest avec qui il finit sa carrière en 1938.
En international, il fait en tout dix matchs entre 1929 et 1932 avec la sélection roumaine, et participe à la première coupe du monde de football, celle d'Uruguay en 1930. 
Après sa retraite, il entraîne différents clubs roumains, comme tout d'abord l'équipe de Roumanie entre 1942 et 1943. Il entraîne ensuite pendant deux ans à partir de 1948 le Politehnica Timișoara, avant d'entraîner ce qui sera son dernier club, le Politehnica Timișoara.

## Palmarès

### Venus Bucarest
- Champion (2) : 1932, 1934

### Rapid Bucarest
- Coupe de Roumanie : (1) : 1937